# 阿朗松的法蘭索瓦絲
阿朗松的法蘭索瓦絲（法語：Françoise d'Alençon，1490年—1550年9月14日），旺多姆公爵夫人，阿朗松公爵勒內的女兒。

## 家庭
1513年，法蘭索瓦絲與旺多姆的查理四世結婚，兩人共有5子1女：
1. 瑪麗（英语：Mary of Bourbon）（1515年—1538年）
2. 安托萬（1518年—1562年）
3. 法蘭索瓦（英语：Francis, Count of Enghien）（1519年—1546年）
4. 查理（1523年—1590年）
5. 若望（英语：John, Count of Soissons and Enghien）（1528年—1557年）
6. 路易（1530年—1569年）